# Rajko Aleksić
Rajko Aleksić (Srpska Crnja, 19 febbraio 1947) è un ex calciatore jugoslavo, di ruolo difensore.

## Palmarès

### Club

#### Competizioni nazionali
- Campionato jugoslavo: 1

Vojvodina: 1965-1966

#### Competizioni internazionali
- Coppa Mitropa: 1

Vojvodina: 1976-1977
- Coppa Piano Karl Rappan: 1

Vojvodina: 1976